# Megan Hodge
Megan Hodge Easy (Saint Thomas, 15 ottobre 1988) è una pallavolista statunitense, schiacciatrice del Minas.

## Biografia
Figlia di due pallavolisti, componenti delle selezioni delle Isole Vergini Americane, è nota con il cognome Easy dal 2013, quando sposa l'ex giocatore di football americano Omar Easy.

## Carriera

### Club
La carriera di Megan Hodge inizia a livello scolastico, con la Riverside HS, giocando anche a livello di club col Triangle. Dopo il diploma entra a far parte della squadra di pallavolo della Penn State, con la quale gioca a livello universitario nella NCAA Division I dal 2006 al 2009, vincendo per tre annate consecutive il titolo nazionale, impresa mai riuscita fino ad allora a nessuna squadra; nel corso della sua carriera universitaria viene insignita di numerosi premi, tra i quali spiccano quello di National Freshman of the Year, di National Player of the Year e le quattro apparizioni nell'All-America First Team, oltre a diversi premi di MVP collezionati durante la post-season.
Nella stagione 2010 viene ingaggiata dal Criollas de Caguas, squadra militante nella Liga de Voleibol Superior Femenino, iniziando la propria carriera come professionista a Porto Rico. Nella stagione 2010-11 si trasferisce nella serie A1 italiana, nel Villa Cortese, con la quale vince la Coppa Italia, mentre nella stagione seguente viene ingaggiata dalla squadra polacca dell'Atom Trefl Sopot, in Liga Siatkówki Kobiet, conquistando lo scudetto. Nel campionato 2012-13 passa all'Azərreyl, militante nella Superliqa azera, mentre in quello seguente gioca nella Chinese Volleyball League col Guangdong Hengda.
Dopo una stagione di inattività per maternità, nel campionato 2015-16 è nuovamente in Italia per vestire la maglia dell'Imoco, con cui vince lo scudetto. Nel campionato seguente fa ritorno nella massima divisione cinese, questa volta vestendo la maglia dello Henan, per poi ritornare al club di Conegliano per la stagione 2017-18, con cui vince due scudetti e la Supercoppa italiana 2018; la seconda esperienza in Veneto è tuttavia funestata da due pesanti infortuni (dapprima la rottura del tendine d'Achille del piede sinistro nell'ottobre 2017 e quindi di quello destro nel novembre dell'anno successivo) che precludono il suo impiego in campo: con le Pantere gioca infatti solamente 7 partite di campionato in due stagioni.
Nella stagione 2020-21, dopo un'annata di inattività, rientra in campo con il Minas, nella Superliga Série A brasiliana.

### Nazionale
Durante gli anni di liceo, con la nazionale statunitense Under-18 vince il campionato nordamericano Under-18 2004, venendo premiata come MVP e miglior attaccante, e partecipa al campionato mondiale 2005. 
Nel 2009 ottiene la prima convocazione in nazionale maggiore, con cui l'anno seguente vince la medaglia d'oro al World Grand Prix. Nel 2011 vince sia il World Grand Prix che il campionato nordamericano, oltre alla medaglia d'argento alla Coppa del Mondo, mentre l'anno successivo si aggiudica la medaglia d'oro al World Grand Prix, dove viene premiata anche come MVP e quella d'argento ai Giochi della XXX Olimpiade di Londra. Nel 2013 ottiene invece la medaglia d'oro alla Coppa panamericana.
Nel 2015, al termine dello stop per maternità, viene immediatamente convocata con la nazionale, aggiudicandosi la medaglia d'oro al World Grand Prix, quella di bronzo alla Coppa del Mondo e quella d'oro al campionato nordamericano 2015. Fa la sua ultima apparizione in nazionale nel gennaio 2016, quando partecipa alle qualificazioni nordamericane ai Giochi della XXXI Olimpiade, dove conquista il pass per la rassegna olimpica, che si vede costretta a saltare a causa di un infortunio.

## Palmarès

### Club
- NCAA Division I: 3

2007, 2008, 2009
- Campionato polacco: 1

2011-12
- Campionato italiano: 3

2015-16, 2017-18, 2018-19
- Coppa Italia: 1

2010-11
- Supercoppa italiana: 1

2018

### Nazionale (competizioni minori)
- Campionato nordamericano Under-18 2004
- Montreux Volley Masters 2010
- Coppa panamericana 2010
- Coppa panamericana 2011
- Coppa panamericana 2013

### Premi individuali
- 2004 - Campionato nordamericano Under-18: Miglior attaccante
- 2004 - Campionato nordamericano Under-18: MVP
- 2006 - National Freshman of the Year
- 2006 - All-America First Team
- 2007 - All-America First Team
- 2007 - NCAA Division I: Sacramento National MOP
- 2008 - All-America First Team
- 2008 - NCAA Division I: University Park Regional MVP
- 2008 - NCAA Division I: Omaha National MOP
- 2009 - National Player of the Year
- 2009 - All-America First Team
- 2009 - NCAA Division I: Gainesville Regional MVP
- 2009 - NCAA Division I: Tampa National All-Tournament Team
- 2012 - World Grand Prix: Miglior realizzatrice
- 2012 - World Grand Prix: MVP
- 2013 - Coppa panamericana: Miglior attaccante